# عملية شاه فرات
عملية شاه فرات هي عملية عسكرية قامت بها القوات المسلحة التركية في 22 فبراير 2015 بهدف إعادة 38 جندي تركي إلى تركيا ونقل محتويات ضريح سليمان شاه ونعش اثنين من جنودها دفنا معه بالإضافة إلى الأشياء المعنوية إلى قرية اشمة في سوريا. وقد اشتملت هذه العملية على 573 جندي وعشرين لواء مدرع مرتبطة بخمسين مدفع من نوع إم-60 باتون مع طائرات اف 16 دورية على الحدود. وتم تفجير القبر والمخفر بعد استخرج النعش والأشياء المعنوية الأخرى الموجودة. وبعد محو القبر عاد الجنود الأتراك إلى تركيا عبر شانلي أورفة ، وقد لقي جندي مصرعه في حادث مركبة أثناء العملية.